# Фрідріх Карл Прусський (1893–1917)
Фрідріх Карл Прусський, повне ім'я Тассіло Вільгельм Гумберт Леопольд Фрідріх Карл Прусський (нім. Tassilo Wilhelm Humbert Leopold Friedrich Karl von Preußen), (6 квітня 1893 — 6 квітня 1917) — прусський принц з династії Гогенцоллернів, син принца Фрідріха Леопольда Прусського та Луїзи Софії Шлезвіг-Гольштейн-Зондербург-Августенборзької, бронзовий призер V літніх Олімпійських ігор 1912 року з верхової їзди, вояка Першої світової, авіатор, у 1917 потрапив у полон, де помер від поранень.

## Життєпис
Фрідріх Карл народився 6 квітня 1893 року у мисливському замку Ґлініке. Він був другим сином та третьою дитиною в родині пруського принца Фрідріха Леопольда та  його дружини Луїзи Софії Августенборзької. Хлопчик мав старшу сестру Вікторію Маргариту та брата Фрідріха Сигізмунда. За два роки в сім'ї з'явився ще один син — Фрідріх Леопольд.

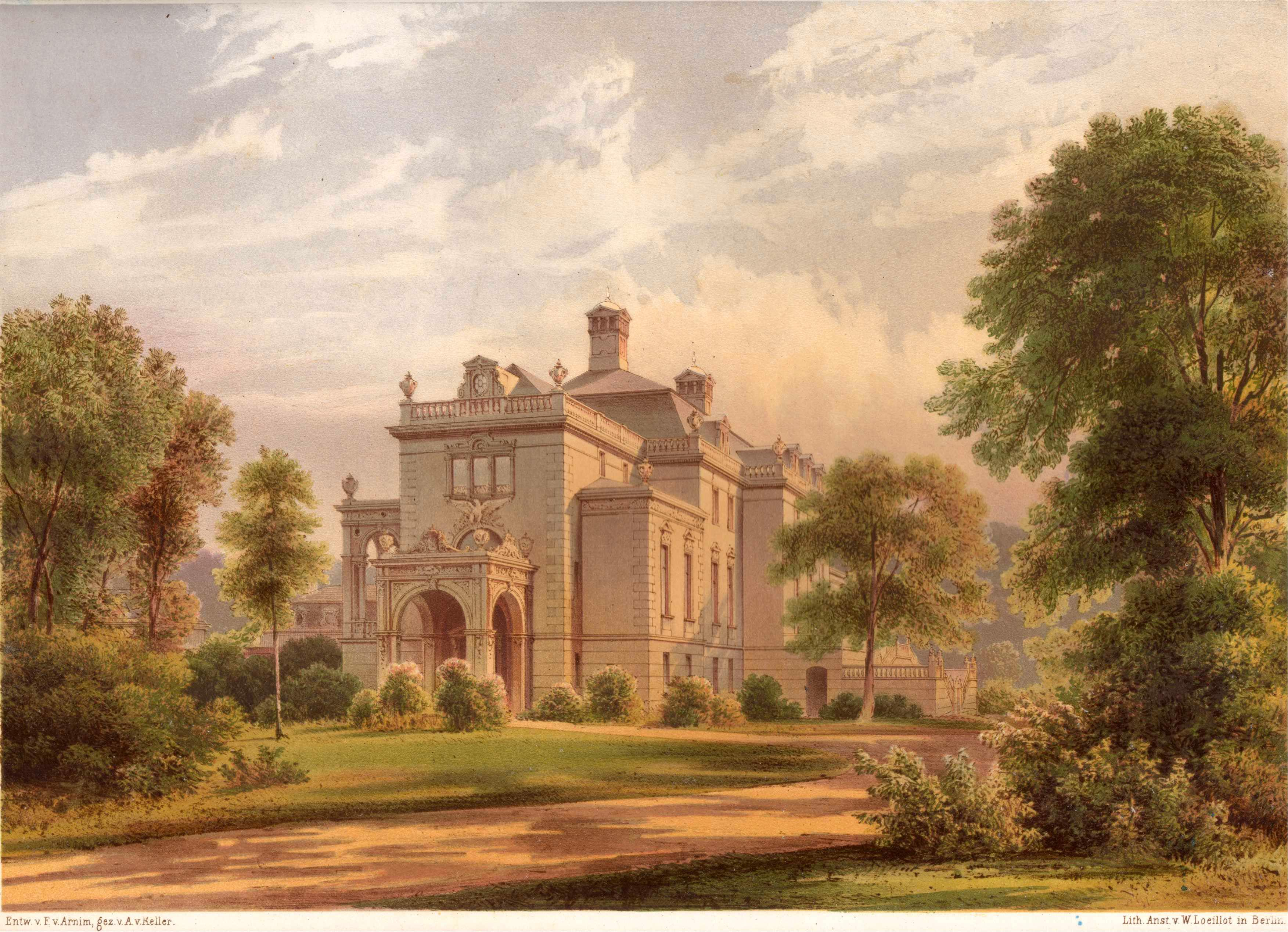
Мисливський замок Ґлініке, де народився Фрідріх Карл

Країною в цей час правив кайзер Вільгельм II, чоловік їхньої тітки Августи Вікторії Ауґустенбурзької.
Згідно пруській традиції, принц проходив службу в армії. Був офіцером Першого гусарського полку. У 1908 отримав звання лейтенанта.
У віці 19 років Фрідріх Карл брав участь у V літніх Олімпійських іграх, що проходили у Стокгольмі. Принц виступав у індивідуальному та командному конкурі. Конем принца був Ґібсон бой. В індивідуальному виступі принц набрав 174 бали. Відставши від переможця Жана Каріу на 12 очок, він став вісімнадцятим. Командний конкур приніс Німеччині бронзу. Окрім принца Фрідріха Карла, у цьому змаганні за неї виступали граф Вільгельм фон Гогенау, Сигізмунд Фреєр та Ернст Делох.
Під час Першої світової війни Фрідріх Карл служив льотчиком. Перебував на Західному фронті. У 1917 очолив ескадрилью FA(A)258, що займалася артилерійською авіарозвідкою. За можливістю, брав участь у патрулюванні із ескадрильєю  Освальда Боельке. Під час одного із таких вильотів Albatros D.III принца не повернувся на базу. Газети наступного дня повідомляли про його зникнення за лінією між Аррасом та Перонною.
Згодом виявилося, що машину було пошкоджено: куля влучила у двигун, а пілота було поранено в ногу. Принц повів біплан на аварійну посадку та приземлився на нейтральній території. Намагаючись дістатись до своїх окопів, отримав ще кілька поранень у спину. В результаті, його захопили австралійські вояки і доправили в полон. Через кілька днів принц помер від отриманих поранень в англійському шпиталі в Сент-Етьєнн-дю-Рувре. Поховали його із військовими почестями в Руані.

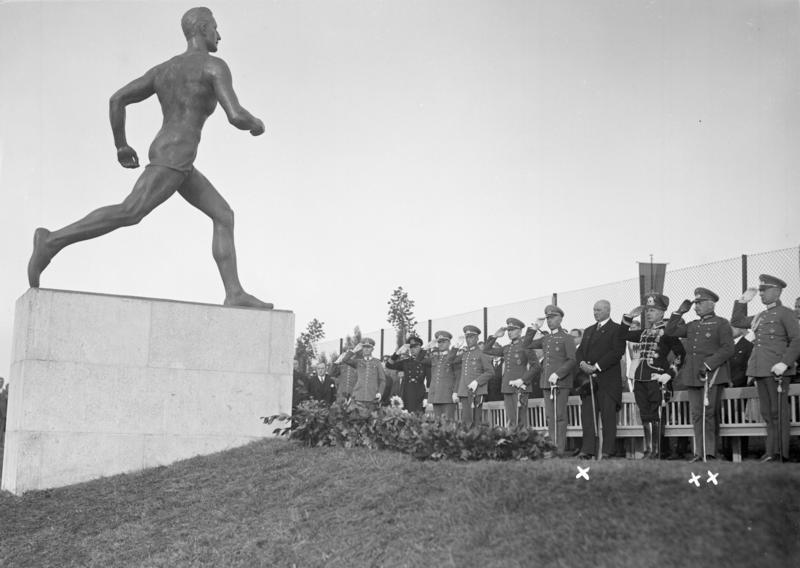
Відкриття пам'ятника Фрідріху Карлу Пруському, серпень 1929

«Брауншвейзький вісник» так повідомляв про це:
«Англійська влада провела небіжчика із почестями відповідно його рангу капітана. У процесії взяли участь сто солдат та декілька офіцерів. Британській авіаційний корпус пожертвував два вінки. Два священнослужителі прочитали молитви над могилою. Було зроблено три залпи у повітря. Музики грали похоронний марш. Поховали принца на цвинтарі для німецьких солдатів. На могилі встановлено дерев'яний хрест з іменем і датою.»
З часом принца перепоховали на родинному цвинтарі Ґлініке.
У серпні 1929 року відбулось урочисте відкриття пам'ятника Фрідріху Карлу Пруському у Берліні. На церемонії були присутні такі високопосадовці, як Теодор Левальд та Вільгельм Гейє.
Одруженим Фрідріх Карл Пруський не був, дітей не мав.

## Нагороди
- Лицар Ордену Чорного орла (1903);
- Лицар великого хреста з короною Ордену Червоного орла (1903);
- Лицар Орден Корони 1-го класу (1903);
- Великий Командор Ордену дому Гогенцоллернів (1903);
- Залізний Хрест II класу;
- Залізний Хрест I класу.

## Цікаві факти
- У змаганнях з верхової їзди на V літніх Олімпійських іграх брав також участь великий князь Дмитро Павлович.[9] В індивідуальному конкурі він став дев'ятим, у командному — посів п'яте місце.[10]